# 宽肋栉孔扇贝
宽肋栉孔扇贝（学名：Chlamys valdecostatus），是莺蛤目海扇蛤科锦海扇蛤属的一种。主要分布于中国大陆，常栖息在潮下带、水深32到42.5公尺，以足丝附着于岩石、珊瑚礁或贝壳上。